# Théâtre Ford
Le théâtre Ford est un théâtre historique situé à Washington (États-Unis), 511, Tenth Street, NW, ayant hébergé des représentations dès les années 1860. C'est dans ce lieu qu'a été assassiné le président américain Abraham Lincoln le 14 avril 1865.  Après avoir reçu une balle dans la nuque, Lincoln fut transporté dans la rue jusqu'à la Petersen House, où il mourut le lendemain matin. Le théâtre et la maison sont aujourd'hui considérés comme des monuments historiques et regroupés dans un site historique national appelé Ford's Theatre National Historic Site.

## Théâtre
Le bâtiment était à l'origine un lieu de culte, construit en 1833 pour l'église baptiste de Washington. En 1861, après le relogement de la congrégation vers un lieu plus récent, John Thomson Ford acheta l'ancienne église et la rénova dans le but d'en faire un théâtre, qu'il appela d'abord le « Ford's Athenaeum ». Le bâtiment fut ravagé par un incendie en 1862 et dut être reconstruit. L'année suivante, il rouvrait sous le nom de « Ford's New Theatre ».
Cinq jours seulement après la défaite du général Lee à Appomattox Court House, Lincoln était assis dans la tribune présidentielle et assistait à une représentation de Notre cousin d'Amérique. Un acteur célèbre, John Wilkes Booth, pensant aider la cause d'une Confédération agonisante, pénétra dans la tribune et tira un coup de feu dans la nuque de Lincoln. Puis il sauta sur la scène en s'écriant « Sic semper tyrannis » (« Ainsi finissent les tyrans »), alors que d'autres avaient cru l'entendre dire : « Le Sud est vengé ! ». Puis il s'échappa par l'entrée des artistes.

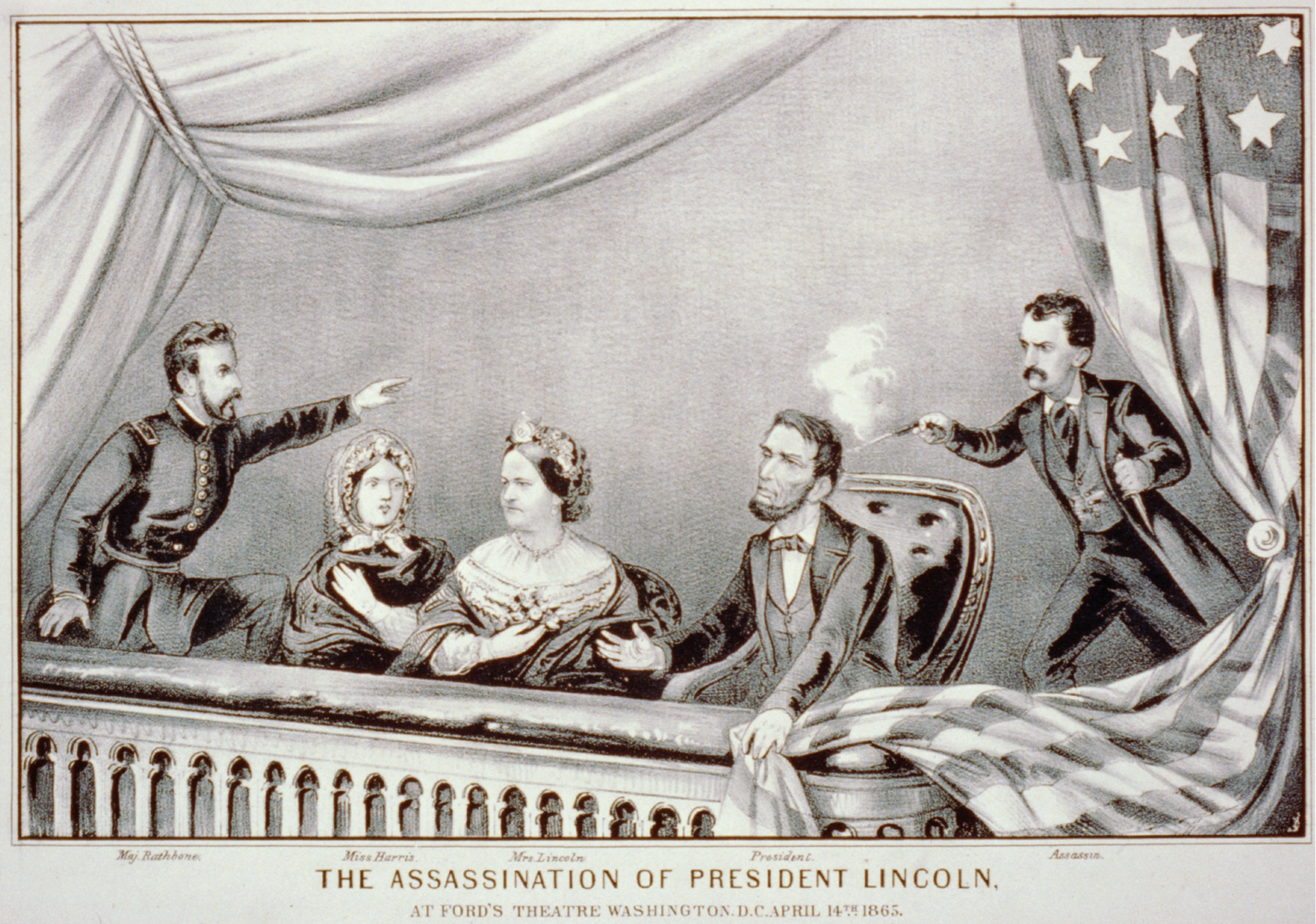
L'assassinat d'Abraham Lincoln. De gauche à droite : Henry Rathbone, Clara Harris, Mary Todd Lincoln, Abraham Lincoln et Booth.

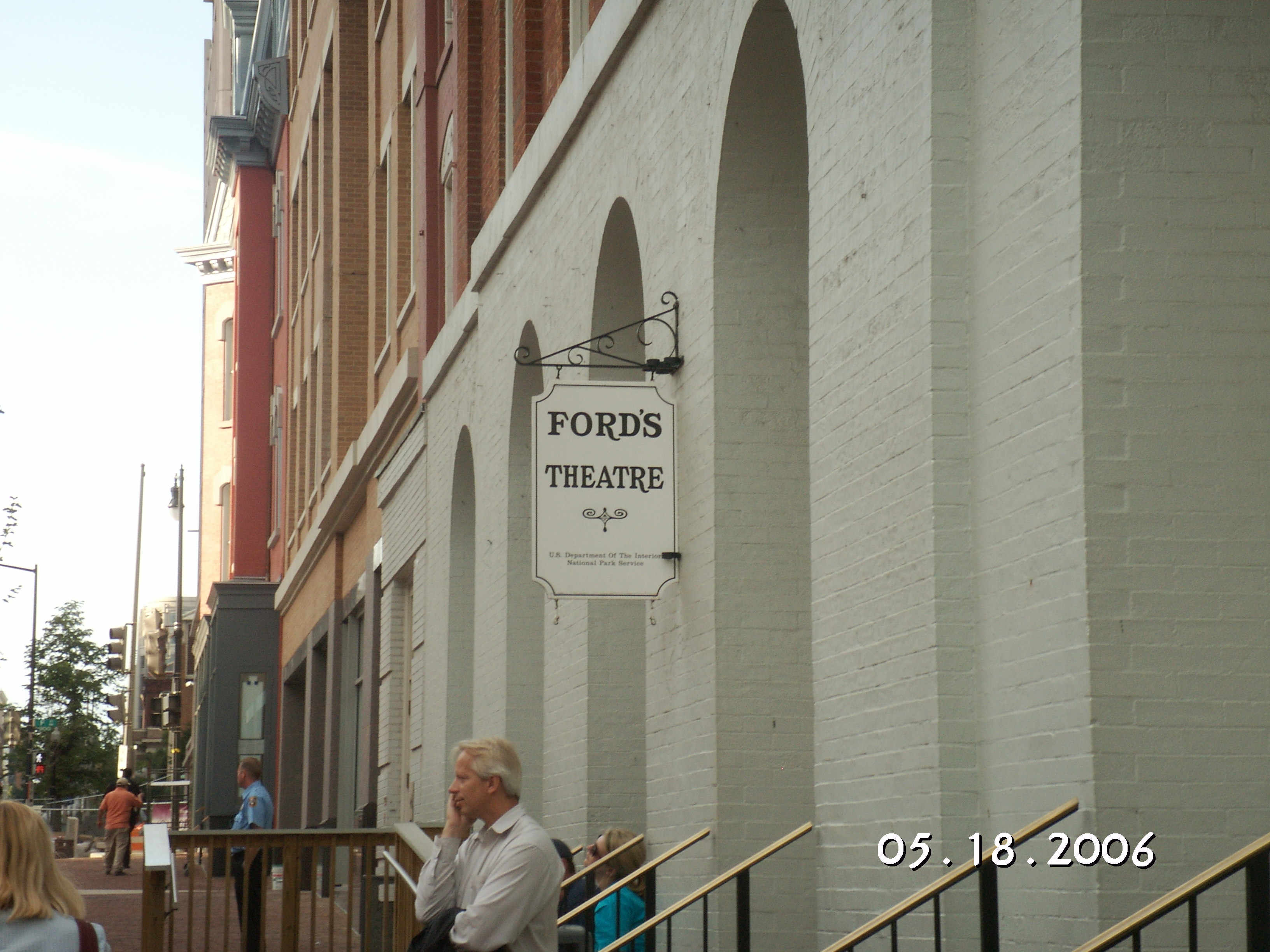
Le théâtre Ford en 2006.

Le gouvernement des États-Unis agrandit le théâtre, grâce à une somme de 100 000 dollars versée par le Congrès en compensation. Peu après, un ordre fut émis, interdisant l'emploi du bâtiment comme lieu d'amusement. Le théâtre fut par la suite récupéré par l'armée américaine qui l'employa comme bâtiment d'archives du département de la Guerre au premier étage, comme bibliothèque de l'hôpital militaire au deuxième étage, et comme musée national de Santé et de Médecine, de 1866 à 1887. En 1887, les services médicaux disparurent et le site devint un bureau dépendant du département de la Guerre. La façade de l'édifice s'effondra le 9 juin 1893, tuant 22 employés du département, et en blessant 68 autres. La façade fut remise en état et le bâtiment employé comme arsenal gouvernemental jusqu'en 1931. 
Il demeura inutilisé jusqu'à ce que, en 1954, le Congrès approuve un financement pour sa restauration, qui commença en 1964 et fut achevée en 1968. Depuis lors, le théâtre Ford est devenu à la fois un théâtre où se jouent régulièrement des pièces et un monument historique commémorant l'assassinat du seizième président des États-Unis. Le musée contient des pièces de la collection Olroyd de Lincolniana. Parmi les objets liés à l'assassinat, on peut voir le Derringer qui a servi à Booth, le journal de l'assassin et la porte originale de la tribune présidentielle dans laquelle s'était assis Lincoln. De plus, quelques objets ayant appartenu à la famille Lincoln, son manteau (taché de sang), des statues du président et de nombreux portraits, sont exposés dans ce musée.
De fin 2006 à début 2007, le bâtiment a connu une rénovation de dix-huit mois et a rouvert le 11 février 2009, la veille du bicentenaire de Lincoln. Le président Barack Obama et son épouse sont venus assister à la soirée d'inauguration où une vidéo du discours de Gettysburg lu par les anciens présidents, Carter, Bush père, Clinton et Bush fils a été diffusée.

## La maison Petersen

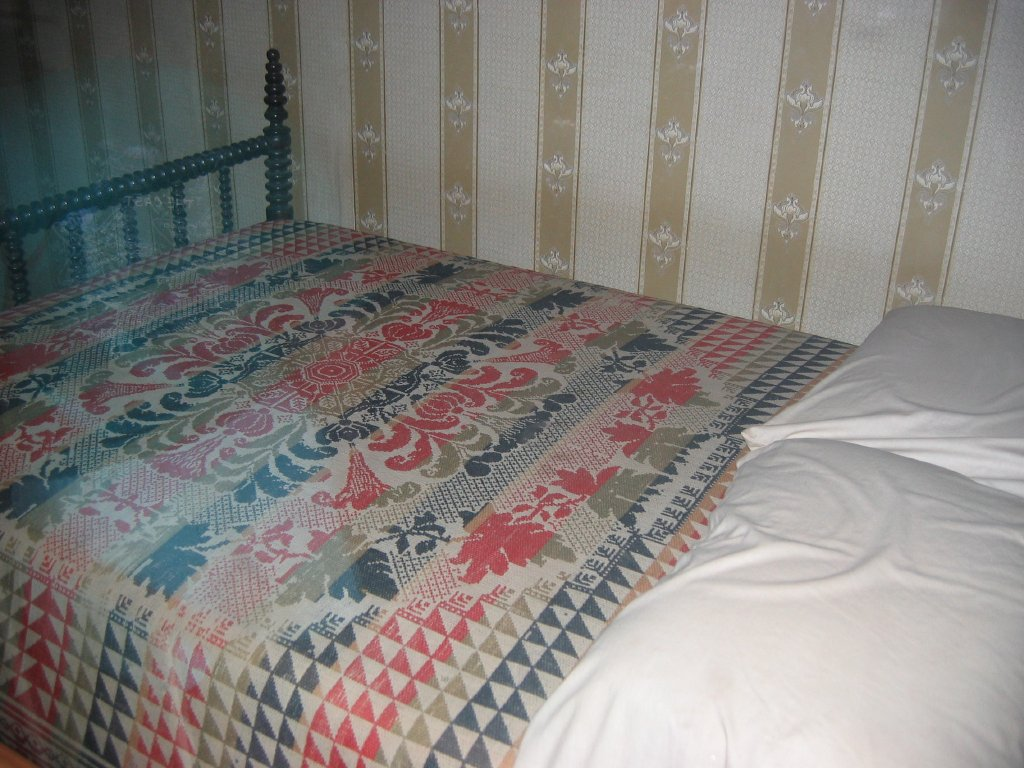
Le lit dans lequel Abraham Lincoln est mort, dans la maison Petersen.

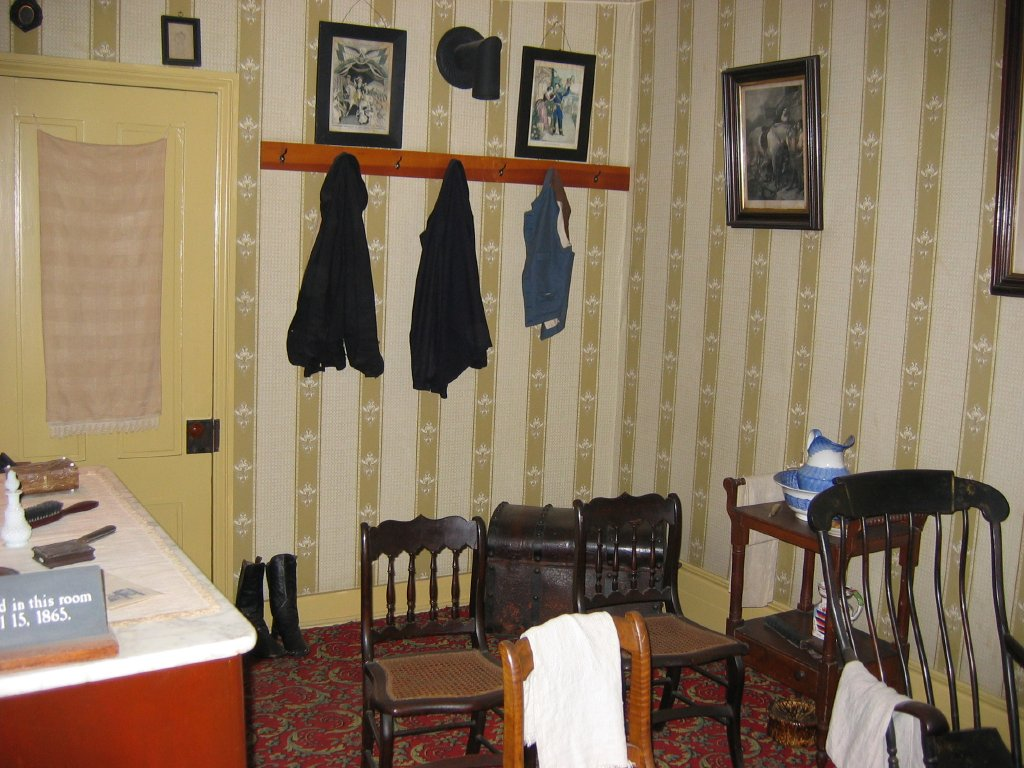
La chambre dans laquelle Abraham Lincoln est mort, dans la maison Petersen.

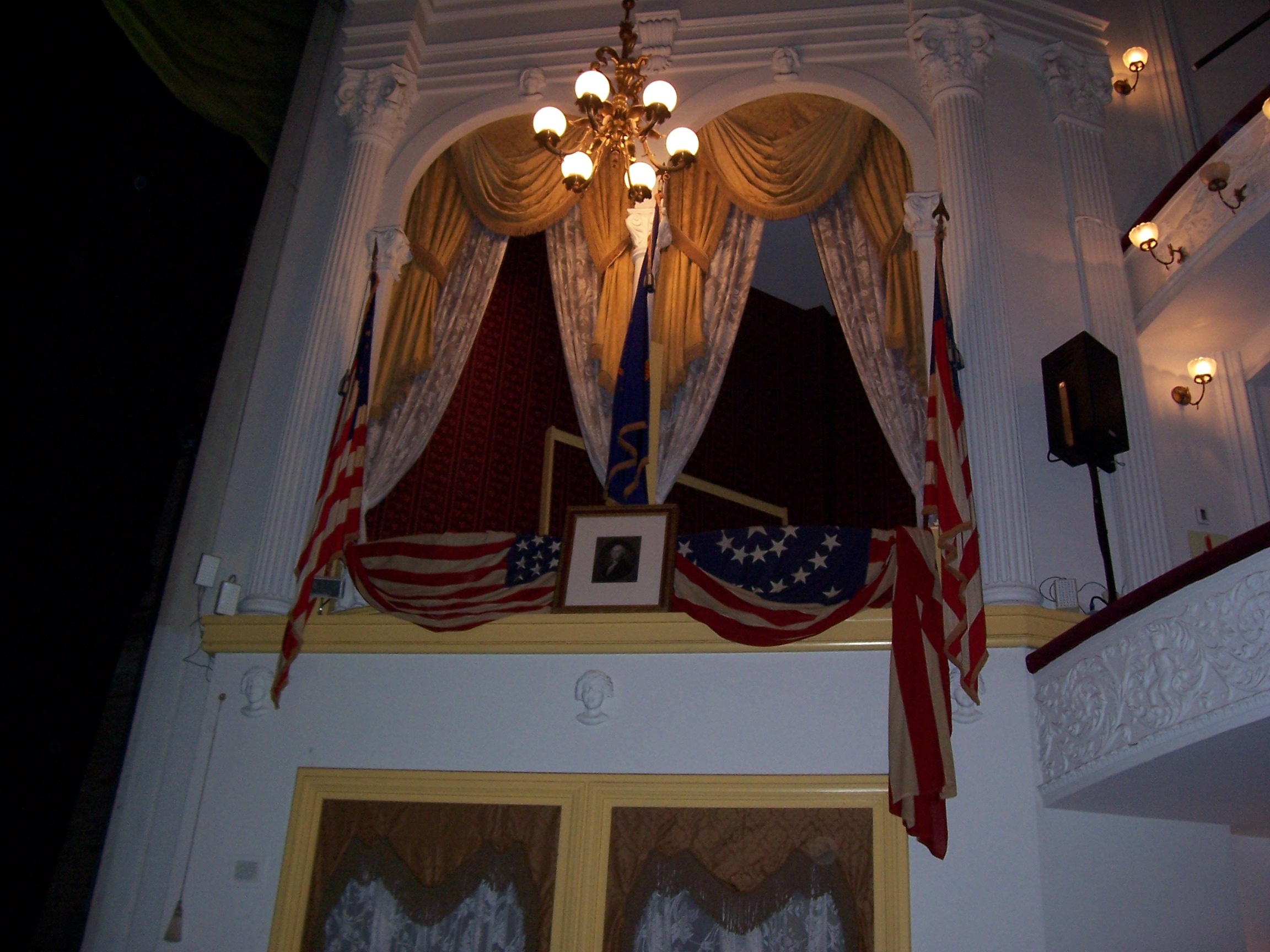
La tribune d'Abraham Lincoln au théâtre Ford telle qu'elle se présente aujourd'hui.

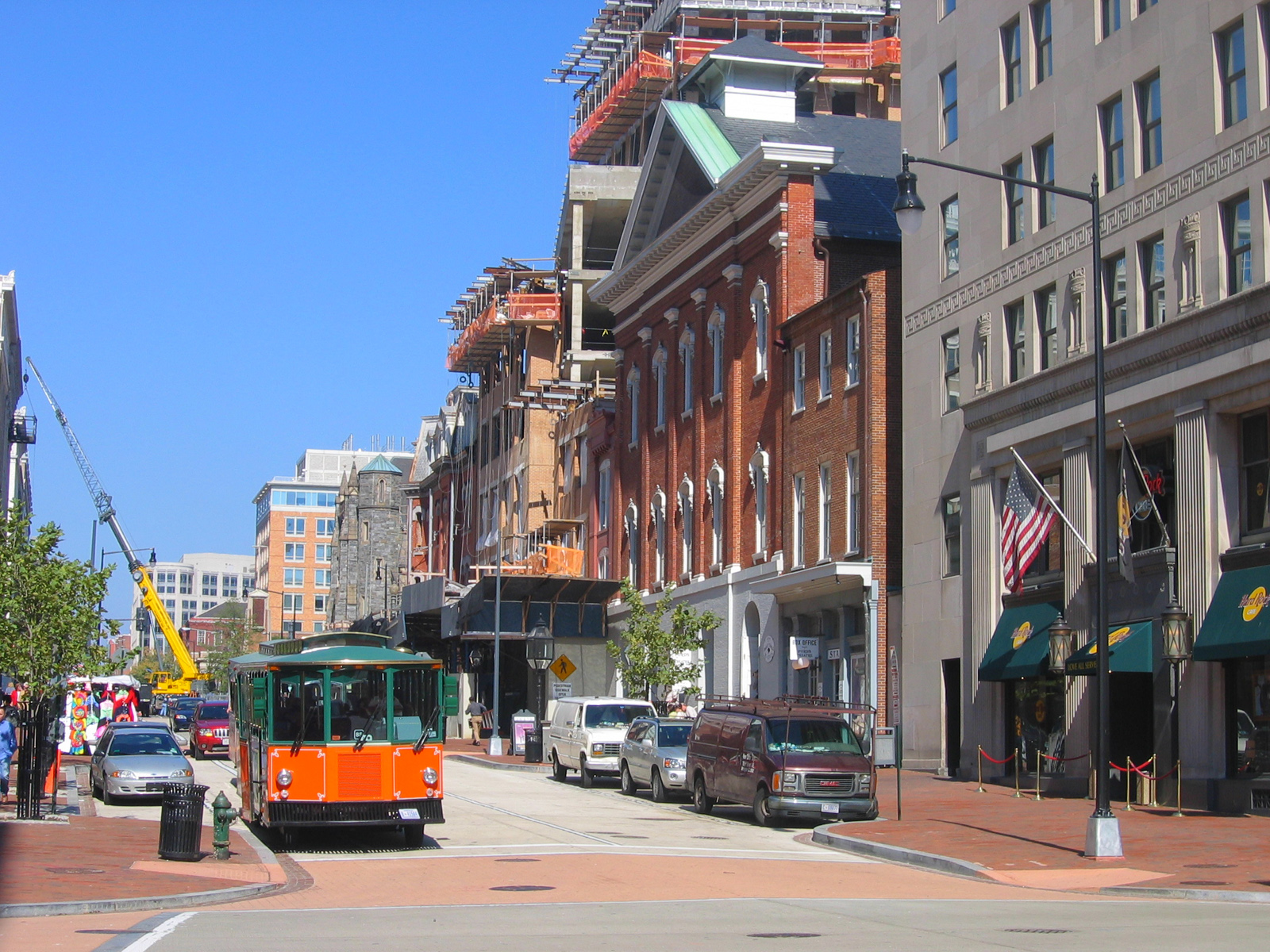
Le théâtre Ford, 10th Street NW.

Des spectateurs, dont le docteur Charles Leale, transportèrent le président sur 10th Street. Le docteur décida de le mener à la pension Petersen, de l'autre côté de la rue. Les rues étaient bondées de monde. Un capitaine fraya un chemin à l'escorte jusqu'à cette maison de style fédéral. Un jeune garçon, Henry Safford, remarquant ce qui se passait, monta sur les premières marches de la maison et cria : « Amenez-le ici, amenez-le ici ! » Il fut ainsi porté dans la chambre à l'arrière d'un petit salon et placé sur un lit qui n'était pas assez long pour lui. 
Mme Lincoln était escortée dans la rue par Clara Harris, qui était présente dans la tribune au moment de l'attentat, et dont le fiancé, Henry Rathbone, avait été poignardé par Booth car il avait tenté de l'empêcher de fuir. Rathbone, sévèrement blessé au bras, s'effondra en raison de son abondante perte de sang au moment où il pénétrait dans la maison Petersen.
Lors de la nuit, et dans la matinée suivante, des gardes militaires patrouillèrent pour empêcher l'intrusion de curieux dans la maison. Quelques officiels du gouvernement et des médecins furent autorisés à pénétrer dans la chambre pour rendre hommage au président inconscient. Les chirurgiens retiraient constamment des caillots de sang qui se formaient sur la blessure et retiraient l'excès de fluide et de matière cérébrale par l'endroit où la balle était entrée, afin de diminuer la pression dans la boîte crânienne de Lincoln. Néanmoins, les hémorragies interne et externe se poursuivirent toute la nuit. Lincoln mourut dans la maison le 15 avril 1865, à 7 h 22 du matin, à l'âge de 56 ans. Parmi les médecins qui l'assistaient se trouvait Anderson Ruffin Abbott, un docteur afro-américain, qui avait fait ses études au Canada et qui écrira plus tard Some recollections of Lincoln’s assassination (« Quelques souvenirs de l'assassinat de Lincoln »).

## Histoire administrative

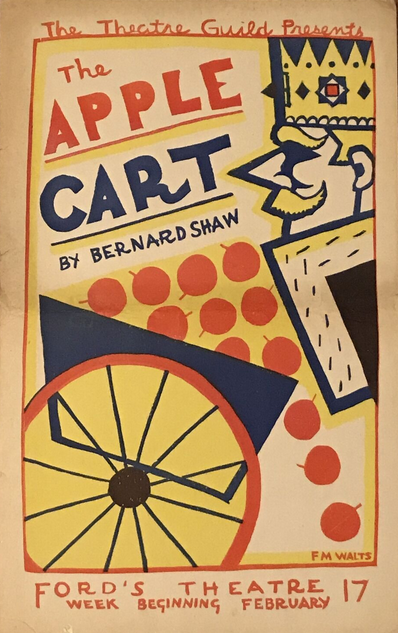
Affiche de Frank Walts pour The Apple Cart de George Bernard Shaw (première américaine, février 1930).

Le théâtre fut autorisé à être acheté le 7 avril 1866. La maison Petersen reçut le titre de « Maison où Lincoln est mort » (House Where Lincoln Died) le 11 juin 1896. La gestion de ces deux structures fut transférée de l'Office des bâtiments et des parcs publics au Service des parcs nationaux le 10 août 1933. Elles furent réunies sous la dénomination commune de « Monument historique national du théâtre Ford » (Ford's Theatre National Historic Site) le 23 juin 1970, qui est aujourd'hui administré par le National Mall and Memorial Parks.
Le bâtiment a subi plusieurs changements de nom. Il fut dénommé « musée Lincoln » (Lincoln Museum) le 12 février 1932, puis renommé « théâtre Ford (musée Lincoln) » (Ford's Theatre (Lincoln Museum)) le 14 avril 1965.
Le 15 octobre 1966, le théâtre est inscrit sur le Registre national des lieux historiques. La société du théâtre Ford, à but non lucratif, possède un contrat exclusif avec le Service des parcs nationaux pour des représentations sur scène.
En mai 2007, le théâtre a été fermé pour rénovation pour une durée de 18 mois. En octobre 2007, une annonce indiquait que plusieurs millions de dollars allaient être consacrés à un « campus Lincoln », autour des bâtiments du théâtre.

### Sources
- (en) Cet article est partiellement ou en totalité issu de l’article de Wikipédia en anglais intitulé « Ford's Theatre » (voir la liste des auteurs).